# Vàlvula aòrtica

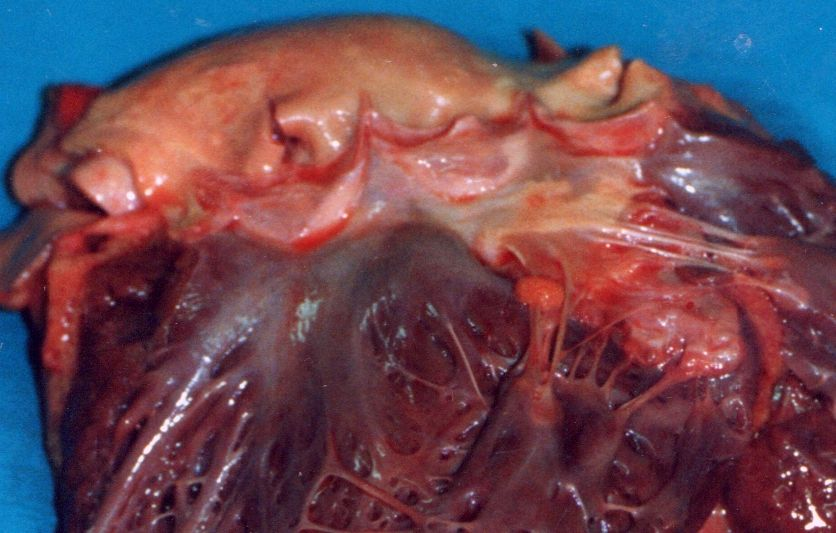
Imatge macroscòpica d'una vàlvula aòrtica.

La vàlvula aòrtica és una vàlvula cardíaca. Es troba entre el ventricle esquerre i l'aorta, adherida a les capes mitja i adventícia de la primera porció d'aquesta artèria, denominada bulb aòrtic. La mida normal de l'àrea d'aquesta vàlvula, en el moment de la seva màxima obertura, oscil·la entre els 3 i els 4 cm². Per regla general, té tres cúspides fibroses triangulars amb forma de copa situades una al costat de l'altra. En la majoria dels individus, els orificis d'origen de les artèries coronàries estan situats dins de les dues cúspides anteriors. Histològicament, estan formades per col·lagen dens i recobertes per endoteli. Per sobre del seu terç basal són quasi avasculars. El cos de les cúspides és menys consistent que el seu marge lliure. Al punt mig d'aquest es troba una petita protrusió anomenada nòdul d'Aranci, la qual ajuda a evitar el reflux de la sang cap el ventricle esquerre durant la diàstole.
L'estenosi aòrtica és la patologia valvular cardíaca més freqüent als països desenvolupats, generalment causada per un conjunt de mecanismes que propicien la calcificació de la vàlvula.